# Batalha de Taftanaz e Binnish
A batalha começou em 11 de fevereiro de 2012 em Idlib entre o Exército Livre Sírio e o exército do regime sírio. Morreram mais de 20 pessoas mas as cidades foram tomadas pelos revolucionários.9 tanques do regime foram destruídos por minas terrestres. 120 pessoas morreram no total segundo a oposição síria.